# Batarà estelat
El batarà estelat (Pygiptila stellaris) és una espècie d'ocell de la família dels tamnofílids (Thamnophilidae) i única espècie del gènere Pygiptila.

## Hàbitat i distribució
Habita la selva humida de les terres baixes des del sud-est de Colòmbia, sud de Veneçuela i Guaiana, cap al sud, a través de l'est de l'Equador i del Perú fins al nord de Bolívia i Brasil amazònic.